# Lo Chailar
Lo Chailar (en francès Le Cheylard) és un municipi francès situat al departament de l'Ardecha i a la regió d'Alvèrnia-Roine-Alps. L'any 2007 tenia 3.313 habitants.

## Demografia

### Població
El 2007 la població de fet de Le Cheylard era de 3.313 persones. Hi havia 1.545 famílies de les quals 613 eren unipersonals (262 homes vivint sols i 351 dones vivint soles), 484 parelles sense fills, 351 parelles amb fills i 97 famílies monoparentals amb fills.
La població ha evolucionat segons el següent gràfic:
Habitants censats

### Habitatges
El 2007 hi havia 1.977 habitatges, 1.565 eren l'habitatge principal de la família, 103 eren segones residències i 309 estaven desocupats. 997 eren cases i 974 eren apartaments. Dels 1.565 habitatges principals, 915 estaven ocupats pels seus propietaris, 598 estaven llogats i ocupats pels llogaters i 51 estaven cedits a títol gratuït; 23 tenien una cambra, 142 en tenien dues, 366 en tenien tres, 476 en tenien quatre i 557 en tenien cinc o més. 914 habitatges disposaven pel capbaix d'una plaça de pàrquing. A 753 habitatges hi havia un automòbil i a 534 n'hi havia dos o més.

### Piràmide de població
La piràmide de població per edats i sexe el 2009 era:
| Homes | Edats   | Dones |
| ----- | ------- | ----- |
| 0     | 95 o +  | 16    |
| 4     | 90 a 94 | 28    |
| 24    | 85 a 89 | 60    |
| 32    | 80 a 84 | 92    |
| 84    | 75 a 79 | 108   |
| 88    | 70 a 74 | 120   |
| 52    | 65 a 69 | 104   |
| 92    | 60 a 64 | 88    |
| 84    | 55 a 59 | 92    |
| 160   | 50 a 54 | 148   |
| 148   | 45 a 49 | 144   |
| 100   | 40 a 44 | 124   |
| 116   | 35 a 39 | 88    |
| 96    | 30 a 34 | 100   |
| 160   | 25 a 29 | 128   |
| 64    | 20 a 24 | 100   |
| 128   | 15 a 19 | 92    |
| 56    | 10 a 14 | 60    |
| 92    | 5 a 9   | 68    |
| 52    | 0 a 4   | 72    |

## Economia
El 2007 la població en edat de treballar era de 2.044 persones, 1.461 eren actives i 583 eren inactives. De les 1.461 persones actives 1.348 estaven ocupades (715 homes i 633 dones) i 112 estaven aturades (54 homes i 58 dones). De les 583 persones inactives 281 estaven jubilades, 129 estaven estudiant i 173 estaven classificades com a «altres inactius».

### Ingressos
El 2009 a Le Cheylard hi havia 1.551 unitats fiscals que integraven 3.242 persones, la mediana anual d'ingressos fiscals per persona era de 17.990,5 €.

### Activitats econòmiques
Dels 269 establiments que hi havia el 2007, 8 eren d'empreses extractives, 8 d'empreses alimentàries, 1 d'una empresa de fabricació de material elèctric, 16 d'empreses de fabricació d'altres productes industrials, 28 d'empreses de construcció, 91 d'empreses de comerç i reparació d'automòbils, 8 d'empreses de transport, 17 d'empreses d'hostatgeria i restauració, 2 d'empreses d'informació i comunicació, 23 d'empreses financeres, 10 d'empreses immobiliàries, 16 d'empreses de serveis, 29 d'entitats de l'administració pública i 12 d'empreses classificades com a «altres activitats de serveis».
Dels 61 establiments de servei als particulars que hi havia el 2009, 1 era una oficina d'administració d'Hisenda pública, 1 gendarmeria, 1 oficina de correu, 5 oficines bancàries, 6 tallers de reparació d'automòbils i de material agrícola, 1 taller d'inspecció tècnica de vehicles, 2 autoescoles, 8 paletes, 4 guixaires pintors, 3 fusteries, 7 lampisteries, 4 electricistes, 6 perruqueries, 2 veterinaris, 1 agència de treball temporal, 5 restaurants, 2 agències immobiliàries i 2 salons de bellesa.
Dels 45 establiments comercials que hi havia el 2009, 2 eren supermercats, 1 un supermercat, 3 botiges de menys de 120 m², 5 fleques, 5 carnisseries, 1 una botiga de congelats, 3 llibreries, 9 botigues de roba, 1 una botiga de roba, 2 sabateries, 3 botigues d'electrodomèstics, 1 una botiga d'electrodomèstics, 1 una botiga de mobles, 4 drogueries, 1 un drogueria i 3 floristeries.
L'any 2000 a Le Cheylard hi havia 5 explotacions agrícoles.

## Equipaments sanitaris i escolars
El 2009 hi havia 1 hospital de tractaments de curta durada, 1 hospital de tractaments de mitja durada (seguiment i rehabilitació), 1 centre de salut, 2 farmàcies i 3 ambulàncies.
El 2009 hi havia 1 escola maternal i 2 escoles elementals. A Le Cheylard hi havia 2 col·legis d'educació secundària i 1 liceu d'ensenyament general. Als col·legis d'educació secundària hi havia 481 alumnes i als liceus d'ensenyament general 356.

## Poblacions més properes
El següent diagrama mostra les poblacions més properes.